# Óder-Espreia
Óder-Espreia (em alemão:  Oder-Spree) é um distrito (kreis ou landkreis) da Alemanha localizado no estado de Brandemburgo.

## Geografia
O distrito possui este nome em função dos dois principais rios do distrito — o Rio Espreia faz uma grande curva dentro dos limites do distrito; o Rio Óder forma a divisa oriental do distrito.

## História
O distrito foi criado em 1993 através da união dos antigos distritos de Eisenhüttenstadt, Beeskow e Fürstenwalde, e da cidade independente (kreisfreie Stadt ou Stadtkreis) de Eisenhüttenstadt.

## Cidades e municípios
| Cidades (livres) | Ämter - associações municipais | |
| 1. Beeskow 2. Eisenhüttenstadt 3. Erkner 4. Friedland 5. Fürstenwalde 6. Storkow Municípios (livres) 1. Grünheide 2. Rietz-Neuendorf 3. Schöneiche 4. Steinhöfel 5. Tauche 6. Woltersdorf | 1. Brieskow-Finkenheerd 1. Brieskow-Finkenheerd1 2. Groß Lindow 3. Vogelsang 4. Wiesenau 5. Ziltendorf 2. Neuzelle 1. Lawitz 2. Neißemünde 3. Neuzelle1 3. Odervorland 1. Berkenbrück 2. Briesen1 3. Jacobsdorf | 4. Scharmützelsee 1. Bad Saarow1 2. Diensdorf-Radlow 3. Langewahl 4. Reichenwalde 5. Wendisch Rietz 5. Schlaubetal 1. Grunow-Dammendorf 2. Mixdorf 3. Müllrose1, 2 4. Ragow-Merz 5. Schlaubetal 6. Siehdichum 6. Spreenhagen 1. Gosen-Neu Zittau 2. Rauen 3. Spreenhagen1 |
| 1sede do Amt; 2cidade | | |